# Aromatogramma
L'aromatogramma è un esame effettuato in laboratorio per valutare la sensibilità di una specie batterica verso un determinato olio essenziale.
Questo esame viene effettuato con le stesse modalità dell'antibiogramma, ovvero seminando la specie batterica interessata in un terreno di coltura solido, e successivamente ponendo sulla sua superficie uno o più dischetti di carta imbevuti con alcune gocce dell'olio essenziale da provare. Una volta fatto, si deve incubare il terreno alla temperatura e per il tempo necessari, dopodiché si noteranno degli aloni più o meno estesi di inibizione, ovvero zone di mancata crescita del microrganismo. L'estensione di tali aloni indica il potere battericida di ciascun olio essenziale.
In questo modo è possibile confrontare i poteri battericidi di diversi tipi di oli essenziali nei confronti di una determinata specie batterica, così da stabilire quale di essi possa essere il più efficace a debellare l'infezione operata da quel dato microrganismo.